# Sangha (folyó)
A Sangha folyó Közép-Afrikában, a Kongó mellékfolyója.  Keresztülhalad Kamerunon, a Kongói Köztársaságon és a Közép-afrikai Köztársaságon.
Mellékfolyói közül fontosabbak a Ngoko, a Mambere és a Kadei.

Partja mentén jelentős kávéültetvények vannak.